# NWA United National Championship
L'NWA United National Championship è stato un titolo di wrestling promosso da Japan Pro-Wrestling Association e successivamente All Japan Pro Wrestling, affiliate giapponesi della National Wrestling Alliance.
Il titolo fu attivo dal 1970 al 1989, anno in cui fu unificato all'interno del AJPW Triple Crown Heavyweight Championship.

## Storia
Il titolo fu introdotto nel 1970, quando Dale Lewis iniziò ad essere promosso come campione dopo aver vinto un torneo tenuto a Saint Louis, in Missouri per il titolo, sebbene non è chiaro se questo torneo si sia effettivamente svolto. Il titolo fu promosso per i suoi primi anni di vita nei territori di Los Angeles, ma tra il 1971 e il 1972 iniziò a diventare prerogativa della Japan Pro-Wrestling Association fino alla sua chiusura nell'aprile 1973, quando fu disattivato una prima volta.
Il titolo fu riportato in vita dalla All Japan Pro Wrestling, allora affiliata alla National Wrestling Alliance, nel 1976, rimanendo uno degli allori massimi della federazione fino al 1989, quando fu unificato insieme con il PWF Heavyweight Championship e il NWA International Heavyweight Championship all'interno dell'AJPW Triple Crown Heavyweight Championship, dando vita al nuovo titolo.

## Albo d'oro
| Legenda  |                                                                               |
| -------- | ----------------------------------------------------------------------------- |
| #        | Indica il numero del regno titolato                                           |
| Regno    | Viene indicato il numero del regno del campione                               |
| Data     | La data in cui il titolo è stato vinto                                        |
| Località | Indica il luogo in cui il titolo è stato vinto                                |
| Note     | Indica notizie particolari riguardanti i cambi di titolo o altre informazioni |

| #                               | Campione             | Regno | Data             | Giorni | Località                       | Evento                | Note | Fonti |
| ------------------------------- | -------------------- | ----- | ---------------- | ------ | ------------------------------ | --------------------- | --- | ----- |
| 1                               | Dale Lewis           | 1     | ottobre 1970     | --     | --                             | --                    | Lewis iniziò ad essere promosso come campione in virtù di una vittoria in un torneo tenuto a Saint Louis.                                                                        |       |
| 2                               | Pantera Negra        | 1     | 23 ottobre 1970  | 28     | Los Angeles, California        | House show            | |       |
| 3                               | John Tolos           | 1     | 20 novembre 1970 | 14     | Los Angeles, California        | House show            | |       |
| 4                               | Ray Mendoza          | 1     | 4 dicembre 1970  | --     | Los Angeles, California        | House show            | |       |
| 5                               | John Tolos           | 2     | febbraio 1971    | --     | --                             | --                    | La NWA riassegnò il titolo a Tolos in quanto Mendoza aveva vinto con uno schienamento irregolare.                                                                                |       |
| Japan Pro-Wrestling Association |                      |       |                  |        |                                |                       | |       |
| 6                               | Antonio Inoki        | 1     | 26 marzo 1971    | 262    | Los Angeles, California        | House show            | A partire dal regno di Inoki il titolo inizia ad essere considerato una prerogativa della JWA.                                                                                   |       |
| —                               | Vacante              | —     | 13 dicembre 1971 | —      | —                              | —                     | Il titolo fu reso vacante quando Inoki lasciò la JWA. |       |
| 7                               | King Krow            | 1     | gennaio 1972     | --     | Vancouver, Columbia Britannica | --                    | In un torneo mai realmente tenutosi, sconfiggendo in finale Sailor Thomas |       |
| 8                               | Seiji Sakaguchi      | 1     | 11 febbraio 1972 | 208    | Los Angeles, California        | House show            | |       |
| 9                               | The Sheik            | 1     | 6 settembre 1972 | 1      | Tokyo, Giappone                | Summer Big Series II  | |       |
| 10                              | Seiji Sakaguchi      | 2     | 7 settembre 1972 | 149    | Osaka, Giappone                | Summer Big Series II  | |       |
| 11                              | Johnny Valentine     | 1     | 3 febbraio 1973  | 33     | Yokohama, Giappone             | House show            | |       |
| 12                              | Akihisa Takachiho    | 1     | 8 marzo 1973     | 37     | Sano, Giappone                 | House show            | |       |
| —                               | Disattivato          | —     | 14 aprile 1973   | —      | —                              | —                     | Il titolo fu disattivato con la chiusura della Japan Pro-Wrestling Association.                                                                                                  |       |
| All Japan Pro Wrestling         |                      |       |                  |        |                                |                       | |       |
| 13                              | Jumbo Tsuruta        | 1     | 28 agosto 1976   | 189    | Tokyo, Giappone                | Black Power Series    | Vincendo un torneo per riattivare il titolo, sconfiggendo in finale Jack Brisco                                                                                                  |       |
| 14                              | Billy Robinson       | 1     | 5 marzo 1977     | 18     | Akita, Giappone                | Excite Series         | |       |
| 15                              | Jumbo Tsuruta        | 2     | 23 marzo 1977    | 1.067  | Miami, Florida                 | House show            | |       |
| 16                              | Dick Murdoch         | 1     | 23 febbraio 1980 | 11     | Kagoshima, Giappone            | Excite Series         | |       |
| 17                              | Jumbo Tsuruta        | 3     | 5 marzo 1980     | 222    | Nasushiobara, Giappone         | Excite Series         | |       |
| 18                              | Abdullah the Butcher | 1     | 13 ottobre 1980  | 101    | Nagoya, Giappone               | Giant Series          | |       |
| 19                              | Jumbo Tsuruta        | 3     | 22 gennaio 1981  | 556    | Nirasaki, Giappone             | New Year Giant Series | |       |
| 20                              | Harley Race          | 1     | 1 agosto 1982    | 84     | Tokyo, Giappone                | Summer Action Series  | |       |
| 21                              | Jumbo Tsuruta        | 5     | 24 ottobre 1982  | 236    | Kitami, Giappone               | Giant Series          | |       |
| —                               | Vacante              | —     | 17 giugno 1983   | —      | —                              | —                     | Tsuruta rese il titolo vacante per poter puntare al NWA International Heavyweight Championship.                                                                                  |       |
| 22                              | Ted DiBiase          | 1     | 14 ottobre 1983  | 106    | Sasebo, Giappone               | Giant Series          | In un torneo per riassegnare il titolo vacante, vincendo a tavolino la finale contro Jerry Lawler.                                                                               |       |
| 23                              | Michael Hayes        | 1     | 28 gennaio 1984  | 6      | Athens, Georgia                | House show            | |       |
| 24                              | David Von Erich      | 1     | 3 febbraio 1984  | 7      | Dallas, Texas                  | Evento WCCW           | |       |
| —                               | Vacante              | —     | 10 febbraio 1984 | —      | —                              | —                     | Il titolo fu reso vacante in seguito alla morte di Von Erich. |       |
| 25                              | Genichiro Tenryu     | 1     | 23 febbraio 1984 | --     | Tokyo, Giappone                | Excite Series         | In un torneo per riassegnare il titolo vacante, sconfiggendo in finale Ricky Steamboat.                                                                                          |       |
| —                               | Vacante              | —     | febbraio 1986    | —      | —                              | —                     | Tenryu decise di rendere il titolo vacante dopo essere stato schienato da Yoshiaki Yatsu in un incontro tag.                                                                     |       |
| 26                              | Genichiro Tenryu     | 2     | 26 aprile 1986   | 823    | Ōmiya-ku, Giappone             | Champion Carnival     | In un torneo per riassegnare il titolo vacante, sconfiggendo in finale Ted DiBiase. Tenryu conquistò anche il PWF Heavyweight Championship il 9 marzo 1988.                      |       |
| 27                              | Stan Hansen          | 1     | 27 luglio 1988   | 265    | Nagano, Giappone               | Summer Action Series  | In un incontro in cui era in palio anche il PWF Heavyweight Championship. |       |
| 28                              | Jumbo Tsuruta        | 6     | 18 aprile 1989   | 0      | Tokyo, Giappone                | Champion Carnival     | In un incontro in cui erano in palio anche il PWF Heavyweight Championship di Hansen e il NWA International Heavyweight Championship di Tsuruta.                                 |       |
| —                               | Unificato            | —     | 18 aprile 1989   | —      | —                              | —                     | Il titolo fu unificato insieme con PWF Heavyweight Championship e NWA International Heavyweight Championship all'interno del neonato AJPW Triple Crown Heavyweight Championship. |       |